# Síťová virtualizace
Síťová virtualizace je v informatice proces kombinace hardwarových a softwarových síťových zdrojů a síťové funkcionality v jednu softwarově založenou správní entitu, virtuální síť. Síťová virtualizace zahrnuje virtualizaci platformy, často v kombinaci se zdrojem virtualizace.
Virtuální síť je řazena buď jako „externí“, kombinující mnoho sítí či části sítí, do virtuální jednotky, nebo „interní“, poskytující síťovou funkcionalitu softwarovým kontejnerům na jednom systému. Ať už je virtualizace interní či externí, tak stejně záleží na implementaci danou výrobcem, který podporuje tuto technologii.
V testování softwaru je síťová virtualizace předvýrobní proces pro obnovování síťových podmínek z výrobního prostředí v testovacím prostředí. Jako součást „inženýrství využití výkonu“ síťová virtualizace umožňuje spojení mezi aplikacemi, službami, závislostmi a koncovými uživateli, aby byly přesně emulovány v testovacím prostředí.

## Součásti virtuální sítě
Různé nástroje a výrobci softwaru nabízí síťovou virtualizaci prostřednictvím kombinací následujícího:
- Síťový hardware, tak jako switche a síťové karty (network interface cards – NICs)
- Síťové prvky, jako je firewall a rozložení zátěže
- Sítě, jako jsou virtuální LAN (VLAN) a kontejnery jakožto virtuální stroje (VMs)
- Síťová úložiště
- Síť M2M prvků, jakožto telekomunikace 4G HLR a SLR zařízení
- Síť mobilních prvků, jako jsou notebooky, tablety a mobilní telefony
- Síťová média, jako je třeba Ethernet a Fibre Channel

Následuje přehled běžných možností síťové virtualizace a příklady implementací prodejců na tyto možnosti.

## Externí síťová virtualizace
Někteří prodejci nabízí externí síťovou virtualizaci, ve které je jedna či více lokálních sítí kombinovaných a nebo rozdělených do virtuálních sítí, s cílem zlepšit účinnost velké podnikové sítě nebo datového centra. Klíčové komponenty externí virtuální sítě jsou VLAN a switch. Prostřednictvím VLAN a switch technologie, může správce systému nakonfigurovat systémy fyzicky připojené do stejné lokální sítě v různých virtuálních sítích. Na druhou stranu, VLAN technologie umožňuje správci systému kombinovat systémy na samostatných lokálních sítích do sítě VLAN zahrnující segmenty velké podnikové sítě.

## Interní síťová virtualizace
Ostatní prodejci nabízejí interní síťovou virtualizaci. Zde je jediný systém nakonfigurován s kontejnery, jakožto Xen doména, kombinovaná s hypervizorem kontrolujícím programy nebo pseudo-rozhraní, jako je VNIC, pro vytvoření „sítě v krabici“. Toto řešení zvyšuje celkovou účinnost jediného systému tím, že izoluje aplikace do oddělených kontejnerů a/nebo pseudorozhraní. Další informace o správě síťové virtualizace lze nalézt Galis a kol.: Future Internet Management Platforms for Network Virtualisation and Service Clouds.

### Příklady interní síťové virtualizace
Citrix a Vyatta vytvořily Virtual Network Stack spojující směrování, firewall a IPsec VPN funkcionalitu od Vyatty s Netscaler rozdělovačem zátěže, Branch Repeater WAN optimalizaci a Access Gateway SSL VPN od Citrixu. NetworkStack projekt definuje celou architekturu virtuální sítě pro pobočky, datová centra a cloud computing prostředí.
Funkce síťové virtualizace OpenSolarisu umožňují scénář „síť v krabici“. Rysy OpenSolaris Crossbow Projectu poskytují schopnost pro kontejnery, jakožto zóny nebo virtuální stroje na jednom systému pro sdílení zdrojů a výměnu dat. Hlavní Crossbow funkce začleňuje pseudo-rozhraní a virtuální switche, které emulují síťové připojení tím, že umožňují kontejnerům výměnu dat, aniž by museli tyto data projít přes externí síť.
Microsoft Virtual Server používá virtuální stroje, jako ty poskytované Xenem, pro vytvoření scénáře sítě v krabici pro x86 systémy. Tyto kontejnery mohou provozovat odlišné operační systémy (Windows nebo Linux, ...) a být propojeny a nebo být nezávislé na systémech NIC.

## Kombinace interní a externí síťové virtualizace
Někteří prodejci nabízí jak interní, tak i externí síťový virtualizační software v jejich produktové řadě. Například Machine-To-Machine Intelligence (M2MI) technologie zahrnuje interní i externí, je podporována softwarem od více prodejců a je hardwarově založená. M2MI je unikátní ve svém přístupu uplatňování „whitelist“ blokování na všechny síťové prvky od všech prodejců. Tento přístup zajišťuje, že na virtuální stroje nemůže být použit ARP spoofing, technika používaná ke zkompromitování virtuálních strojů na úrovni sítě. VMware nabízí produkty, které poskytují pouze interní a externí síťovou virtualizaci. Základní přístup WMwaru je „síť v krabici“ na jednom systému, používající virtuální stroje, které jsou spravovány hypervisor softwarem. VMware pak poskytuje tento VMware Infrastructure software pro připojení a spojení sítí do více krabic pro scénář externí virtualizace.

## Síťová virtualizace pro vývojáře a testery kvality
Síťová virtualizace je také důležitou součástí vývoje aplikací a testování jejich prostředí. V předvýrobní fázi životního cyklu vývoje softwaru je síťová virtualizace procesem pro obnovování stavů sítě ve výrobě. Nebo prostředí reálného světa v testovacím prostředí. Stavy sítě, jakožto latence, omezení šířky pásma, ztráta paketu či jitter, jsou všechno kritické faktory, které je třeba vzít v úvahu při testování a ověřování výkonu aplikace.
Jako součást „inženýrství využití výkonu“, síťová virtualizace umožňuje spojení mezi aplikacemi, službami, závislostmi a koncovými uživateli pro přesnou simulaci v testovacím prostředí. Pokud by tyto stavy reálného světa chyběly, tak by testy dávaly nespolehlivé výsledky z důsledku závislosti sítě na zkušenostech koncového uživatele, jakožto i komunikace s externími službami je nevypočitatelná. Tak jako se službami, je pro podmínky virtualizace sítě v testovací laboratoři nezbytné vytvářet realistické prostředí, aby testování dávalo přesný a spolehlivý pohled na chování aplikace.
S masivním nástupem cloud computingu v mobilních zařízeních na celosvětové úrovni se vliv sítě stal ještě výraznější od doby, kdy podmínky poslední míle ovlivňují výkon více než ostatní faktory, a především mobilní vlastnosti jsou skutečně dynamické. Proto začleňování síťové virtualizace je zvlášť důležité, když už skoro jakýkoliv mobil nebo cloud komponenta je součástí scénáře.

## Iniciativy síťové virtualizace
- Global Environment for Network Innovations
- Future Internet Research and Experimentation
- AKARI Project